# Index lidského rozvoje

Mapa světa s rozdělením HDI v členských státech OSN v roce 2022

Vývoj HDI v letech 1975 až 2004

Index lidského rozvoje (anglicky Human Development Index, HDI) je prostředek pro srovnání klíčových rozměrů lidského rozvoje, mezi které patří: dlouhý a zdravý život, přístup ke vzdělání, životní standard a celková vyspělost státu. Jedná se tedy o ukazatel životní úrovně. HDI je geometrický průměr z indexů, které vyjadřují každý z těchto tří rozměrů. Index udává hodnotu mezi 0 a 1, na základě které se státy zařadí do jednoho ze čtyř stupňů rozvoje.
Index byl vytvořen v roce 1990 pákistánským ekonomem Mahbubem ul Haqem a indickým ekonomem Amartyem Senem a používá se v každoroční zprávě OSN.

## Vznik a význam indexu
V roce 1990 se v první zprávě o lidském rozvoji programu OSN pro rozvoj (UNDP) objevil ukazatel, který se snažil vypovídat o mezistátních rozdílech v kvalitě života lépe než ukazatele ekonomické povahy. Největší podíl na vzniku úvodní zprávy o lidském rozvoji měl pákistánský ekonom Mahbub ul Haq. Na vývoji spolupracoval s dalšími světovými ekonomy včetně Paula Streetena, Francese Stewarta, Gustava Ranise, Keitha Griffina, Sudhira Ananda a Meghnada Desaie. Ke spolupráci se připojil i nositel Nobelovy ceny Amartya Sen. Sen se obával, že bude náročné zachytit celou složitost lidských schopností v jednom indexu, ale Haq ho přesvědčil.
Těžiště zpráv spočívá v hodnocení kvality života v jednotlivých zemích světa podle žebříčku sestaveného na základě výsledků HDI. Dále zprávy upozorňují, ve kterých regionech světa lidský rozvoj stagnuje, ve kterých se naopak zrychluje či zda dochází ke splývání rozdílů mezi rozvinutými a rozvíjejícími se státy světa.

## Výpočet HDI
Do roku 2010 se používal vzorec, který k výpočtu využíval tyto rozměry: střední délka života, gramotnost dospělé populace, poměr hrubého zápisu do škol a hrubý domácí produkt na hlavu (v dolarech).
Nová metoda výpočtu od roku 2010 zahrnuje dva kroky: Vytvoření rozměrových indexů a Agregace rozměrových indexů pro výpočet HDI.

### Vytvoření rozměrových indexů
Byly vytvořeny indexy zobrazující základní dimenze lidského rozvoje (zdraví, vzdělání a životní standard). Pro dimenze, byla určena minima a maxima těchto indexů.
1. Index očekávané délky života (Life Expectancy Index, LEI)
2. Index vzdělání (Educational Index, EI)
Index střední délky vzdělání (Mean Years of Schooling Index, MYSI)
Index očekávané délky vzdělání (Expected Years of Schooling Index, EYSI)
3. Index hrubého národního příjmu (Gross national income, GNI)
Po určení minima a maxima jsou indexy dimenzí vypočítány následovně:
{\displaystyle x}-index ={\displaystyle {\frac {x-min(x)}{max(x)-min(x)}}}
kde {\displaystyle min(x)} a {\displaystyle max(x)} jsou nejnižší a nejvyšší hodnoty, kterých může proměnná {\displaystyle x} nabýt.
| Rozměr           | Indikátor                                        | Minimum | Maximum |
| ---------------- | ------------------------------------------------ | ------- | ------- |
| Zdraví           | délka života (roky)                              | 20      | 85      |
| Vzdělání         | předpokládaná délka vzdělávání (roky)            | 0       | 18      |
| Vzdělání         | průměrná délka vzdělávání (roky)                 | 0       | 15      |
| Životní standard | hrubý národní příjem (HNP) na hlavu (v dolarech) | 100     | 75000   |

### Vytvoření Indexu lidského rozvoje
HDI je geometrický průměr tří indexů:
{\displaystyle {\textrm {HDI}}={\sqrt[{3}]{\left({\textrm {LEI}}\times {\textrm {EI}}\times {\textrm {II}}\right)}}}
LEI: Index očekávané délky života (Life Expectancy Index)
EI: Index vzdělání (Education Index)
II: Index HNP (Income Index)

### Řazení států
V roce 2014 byl představen systém mezních bodů (COP) pro čtyři indikátory HDI. Body jsou získány jako vypočtené HDI hodnoty s použitím kvartilů distribuce jednotlivých komponentů indikátorů. Tyto body se vypočítávají následovně, přičemž LE znamená index očekávané délky života (Life Expectancy), MYS je index střední délky vzdělávání (Mean Years of Schooling), EYS znamená index očekávané doby vzdělávání (Expected Years of Schooling) a GNI je hrubý národní příjem na jednoho obyvatele přepočítaný na americké dolary (Gross national income at purchasing power parity per capita).
{\displaystyle COP_{q}=HDI(LE_{q},MYS_{q},EYS_{q},GNIpc_{q}),_{q}=1,2,3}
Výsledné mezní body pro zařazení států jsou:
Velmi vysoký lidský rozvoj (COP3)     0.800
Vysoký lidský rozvoj (COP2)               0.700
Střední lidský rozvoj (COP1)              0.550

## Umístění zemí

### Pořadí podle zprávy z roku 2019
Pořadí podle zprávy z roku 2019, publikované 9. prosince 2019 a založené na datech z roku 2018:
- ▲ = lepší umístění v porovnání s předchozím rokem
- ▬ = stejné umístění v porovnání s předchozím rokem
- ▼ = pokles umístění v porovnání s předchozím rokem

| Pořadí                                | Pořadí                               | Země, území                          | HDI                                   | HDI                                      |
| Zpráva z roku 2019 (data za rok 2018) | Změna oproti předchozímu roku        | Země, území                          | Zpráva z roku 2019 (data za rok 2018) | Průměrný roční přírůstek HDI (2010–2018) |
| Velmi vysoká úroveň lidského rozvoje  | Velmi vysoká úroveň lidského rozvoje | Velmi vysoká úroveň lidského rozvoje | Velmi vysoká úroveň lidského rozvoje  | Velmi vysoká úroveň lidského rozvoje     |
| ------------------------------------- | ------------------------------------ | ------------------------------------ | ------------------------------------- | ---------------------------------------- |
| 1                                     | ▬                                    | Norsko                               | 0.954                                 | ▲ 0.16%                                  |
| 2                                     | ▬                                    | Švýcarsko                            | 0.946                                 | ▲ 0.18%                                  |
| 3                                     | ▬                                    | Irsko                                | 0.942                                 | ▲ 0.71%                                  |
| 4                                     | ▬                                    | Německo                              | 0.939                                 | ▲ 0.25%                                  |
| 4                                     | ▲ (2)                                | Hongkong                             | 0.939                                 | ▲ 0.51%                                  |
| 6                                     | ▼ (1)                                | Austrálie                            | 0.938                                 | ▲ 0.17%                                  |
| 6                                     | ▲ (1)                                | Island                               | 0.938                                 | ▲ 0.64%                                  |
| 8                                     | ▼ (1)                                | Švédsko                              | 0.937                                 | ▲ 0.42%                                  |
| 9                                     | ▬                                    | Singapur                             | 0.935                                 | ▲ 0.35%                                  |
| 10                                    | ▬                                    | Nizozemsko                           | 0.933                                 | ▲ 0.31%                                  |
| 11                                    | ▬                                    | Dánsko                               | 0.930                                 | ▲ 0.27%                                  |
| 12                                    | ▬                                    | Finsko                               | 0.925                                 | ▲ 0.30%                                  |
| 13                                    | ▬                                    | Kanada                               | 0.922                                 | ▲ 0.38%                                  |
| 14                                    | ▬                                    | Nový Zéland                          | 0.921                                 | ▲ 0.30%                                  |
| 15                                    | ▬                                    | Spojené království                   | 0.920                                 | ▲ 0.21%                                  |
| 15                                    | ▬                                    | Spojené státy americké               | 0.920                                 | ▲ 0.12%                                  |
| 17                                    | ▬                                    | Belgie                               | 0.919                                 | ▲ 0.22%                                  |
| 18                                    | ▬                                    | Lichtenštejnsko                      | 0.917                                 | ▲ 0.17%                                  |
| 19                                    | ▬                                    | Japonsko                             | 0.915                                 | ▲ 0.42%                                  |
| 20                                    | ▬                                    | Rakousko                             | 0.914                                 | ▲ 0.26%                                  |
|                                       |                                      |                                      |                                       |                                          |
| 21                                    | ▬                                    | Lucembursko                          | 0.909                                 | ▲ 0.22%                                  |
| 22                                    | ▬                                    | Izrael                               | 0.906                                 | ▲ 0.27%                                  |
| 22                                    | ▬                                    | Jižní Korea                          | 0.906                                 | ▲ 0.33%                                  |
| 24                                    | ▬                                    | Slovinsko                            | 0.902                                 | ▲ 0.29%                                  |
| 25                                    | ▬                                    | Španělsko                            | 0.893                                 | ▲ 0.40%                                  |
| 26                                    | ▬                                    | Česko                                | 0.892                                 | ▲ 0.41%                                  |
| 27                                    | ▬                                    | Francie                              | 0.891                                 | ▲ 0.27%                                  |
| 28                                    | ▬                                    | Malta                                | 0.885                                 | ▲ 0.55%                                  |
| 29                                    | ▬                                    | Itálie                               | 0.883                                 | ▲ 0.17%                                  |
| 30                                    | ▬                                    | Estonsko                             | 0.882                                 | ▲ 0.54%                                  |
| 31                                    | ▬                                    | Kypr                                 | 0.873                                 | ▲ 0.34%                                  |
| 32                                    | ▬                                    | Řecko                                | 0.872                                 | ▲ 0.22%                                  |
| 32                                    | ▲ (1)                                | Polsko                               | 0.872                                 | ▲ 0.54%                                  |
| 34                                    | ▬                                    | Litva                                | 0.869                                 | ▲ 0.67%                                  |
| 35                                    | ▬                                    | Spojené arabské emiráty              | 0.866                                 | ▲ 0.68%                                  |
| 36                                    | ▲ (2)                                | Andorra                              | 0.857                                 | ▲ 0.43%                                  |
| 36                                    | ▬                                    | Saúdská Arábie                       | 0.857                                 | ▲ 0.71%                                  |
| 36                                    | ▲ (2)                                | Slovensko                            | 0.857                                 | ▲ 0.42%                                  |
| 39                                    | ▬                                    | Lotyšsko                             | 0.854                                 | ▲ 0.56%                                  |
| 40                                    | ▬                                    | Portugalsko                          | 0.850                                 | ▲ 0.42%                                  |
| 41                                    | ▬                                    | Katar                                | 0.848                                 | ▲ 0.22%                                  |
| 42                                    | ▬                                    | Chile                                | 0.847                                 | ▲ 0.71%                                  |
| 43                                    | ▬                                    | Brunej                               | 0.845                                 | ▲ 0.19%                                  |
| 43                                    | ▬                                    | Maďarsko                             | 0.845                                 | ▲ 0.28%                                  |
| 45                                    | ▬                                    | Bahrajn                              | 0.838                                 | ▲ 0.64%                                  |
| 46                                    | ▬                                    | Chorvatsko                           | 0.837                                 | ▲ 0.41%                                  |
| 47                                    | ▬                                    | Omán                                 | 0.834                                 | ▲ 0.63%                                  |
| 48                                    | ▬                                    | Argentina                            | 0.830                                 | ▲ 0.18%                                  |
| 49                                    | ▬                                    | Rusko                                | 0.824                                 | ▲ 0.69%                                  |
| 50                                    | ▬                                    | Bělorusko                            | 0.817                                 | ▲ 0.39%                                  |
| 50                                    | ▲ (1)                                | Kazachstán                           | 0.817                                 | ▲ 0.84%                                  |
| 52                                    | ▼ (1)                                | Bulharsko                            | 0.816                                 | ▲ 0.58%                                  |
| 52                                    | ▼ (2)                                | Černá Hora                           | 0.816                                 | ▲ 0.36%                                  |
| 52                                    | ▼ (1)                                | Rumunsko                             | 0.816                                 | ▲ 0.29%                                  |
| 55                                    | ▲ (1)                                | Palau                                | 0.814                                 | ▲ 0.60%                                  |
| 56                                    | ▼ (5)                                | Barbados                             | 0.813                                 | ▲ 0.22%                                  |
| 57                                    | ▬                                    | Kuvajt                               | 0.808                                 | ▲ 0.22%                                  |
| 57                                    | ▲ (1)                                | Uruguay                              | 0.808                                 | ▲ 0.54%                                  |
| 59                                    | ▬                                    | Turecko                              | 0.806                                 | ▲ 1.03%                                  |
| 60                                    | ▬                                    | Bahamy                               | 0.805                                 | ▲ 0.16%                                  |
| 61                                    | ▬                                    | Malajsie                             | 0.804                                 | ▲ 0.49%                                  |
| 62                                    | ▬                                    | Seychely                             | 0.801                                 | ▲ 0.63%                                  |
| Vysoká úroveň lidského rozvoje        |                                      |                                      |                                       |                                          |
| 63                                    | ▲ (2)                                | Srbsko                               | 0.799                                 | ▲ 0.60%                                  |
| 63                                    | ▬                                    | Trinidad a Tobago                    | 0.799                                 | ▲ 0.17%                                  |
| 65                                    | ▼ (2)                                | Írán                                 | 0.797                                 | ▲ 0.68%                                  |
| 66                                    | ▬                                    | Mauricius                            | 0.796                                 | ▲ 0.79%                                  |
| 67                                    | ▬                                    | Panama                               | 0.795                                 | ▲ 0.60%                                  |
| 68                                    | ▬                                    | Kostarika                            | 0.794                                 | ▲ 0.64%                                  |
| 69                                    | ▬                                    | Albánie                              | 0.791                                 | ▲ 0.84%                                  |
| 70                                    | ▬                                    | Gruzie                               | 0.786                                 | ▲ 0.91%                                  |
| 71                                    | ▲ (1)                                | Srí Lanka                            | 0.780                                 | ▲ 0.49%                                  |
| 72                                    | ▼ (1)                                | Kuba                                 | 0.778                                 | ▲ 0.02%                                  |
| 73                                    | ▲ (1)                                | Svatý Kryštof a Nevis                | 0.777                                 | ▲ 0.48%                                  |
| 74                                    | ▼ (1)                                | Antigua a Barbuda                    | 0.776                                 | ▲ 0.08%                                  |
| 75                                    | ▬                                    | Bosna a Hercegovina                  | 0.769                                 | ▲ 0.93%                                  |
| 76                                    | ▬                                    | Mexiko                               | 0.767                                 | ▲ 0.47%                                  |
| 77                                    | ▬                                    | Thajsko                              | 0.765                                 | ▲ 0.74%                                  |
| 78                                    | ▬                                    | Grenada                              | 0.763                                 | ▲ 0.33%                                  |
| 79                                    | ▼ (1)                                | Brazílie                             | 0.761                                 | ▲ 0.59%                                  |
| 79                                    | ▼ (1)                                | Kolumbie                             | 0.761                                 | ▲ 0.54%                                  |
| 81                                    | ▬                                    | Arménie                              | 0.760                                 | ▲ 0.52%                                  |
| 82                                    | ▼ (1)                                | Alžírsko                             | 0.759                                 | ▲ 0.49%                                  |
| 82                                    | ▼ (1)                                | Severní Makedonie                    | 0.759                                 | ▲ 0.41%                                  |
| 82                                    | ▲ (3)                                | Peru                                 | 0.759                                 | ▲ 0.65%                                  |
| 85                                    | ▲ (1)                                | Čína                                 | 0.758                                 | ▲ 0.95%                                  |
| 85                                    | ▼ (1)                                | Ekvádor                              | 0.758                                 | ▲ 0.71%                                  |
| 87                                    | ▬                                    | Ázerbájdžán                          | 0.754                                 | ▲ 0.36%                                  |
| 88                                    | ▬                                    | Ukrajina                             | 0.750                                 | ▲ 0.29%                                  |
| 89                                    | ▲ (1)                                | Dominikánská republika               | 0.745                                 | ▲ 0.76%                                  |
| 89                                    | ▬                                    | Svatá Lucie                          | 0.745                                 | ▲ 0.26%                                  |
| 91                                    | ▬                                    | Tunisko                              | 0.739                                 | ▲ 0.39%                                  |
| 92                                    | ▲ (2)                                | Mongolsko                            | 0.735                                 | ▲ 0.66%                                  |
| —                                     | —                                    | Svět                                 | 0.731                                 | ▲ 0.60%                                  |
| 93                                    | ▬                                    | Libanon                              | 0.730                                 | ▼ -0.36%                                 |
| 94                                    | ▲ (3)                                | Botswana                             | 0.728                                 | ▲ 1.22%                                  |
| 94                                    | ▼ (1)                                | Svatý Vincenc a Grenadiny            | 0.728                                 | ▲ 0.29%                                  |
| 96                                    | ▬                                    | Jamajka                              | 0.726                                 | ▲ 0.05%                                  |
| 96                                    | ▼ (4)                                | Venezuela                            | 0.726                                 | ▼ -0.45%                                 |
| 98                                    | ▬                                    | Dominika                             | 0.724                                 | ▼ -0.15%                                 |
| 98                                    | ▲ (4)                                | Fidži                                | 0.724                                 | ▲ 0.52%                                  |
| 98                                    | ▲ (1)                                | Paraguay                             | 0.724                                 | ▲ 0.56%                                  |
| 98                                    | ▲ (1)                                | Surinam                              | 0.724                                 | ▲ 0.41%                                  |
| 102                                   | ▼ (3)                                | Jordánsko                            | 0.723                                 | ▼ -0.07%                                 |
| 103                                   | ▬                                    | Belize                               | 0.720                                 | ▲ 0.49%                                  |
| 104                                   | ▲ (1)                                | Maledivy                             | 0.719                                 | ▲ 0.90%                                  |
| 105                                   | ▼ (1)                                | Tonga                                | 0.717                                 | ▲ 0.45%                                  |
| 106                                   | ▬                                    | Filipíny                             | 0.712                                 | ▲ 0.73%                                  |
| 107                                   | ▼ (1)                                | Moldavsko                            | 0.711                                 | ▲ 0.56%                                  |
| 108                                   | ▬                                    | Turkmenistán                         | 0.710                                 | ▲ 0.67%                                  |
| 108                                   | ▲ (1)                                | Uzbekistán                           | 0.710                                 | ▲ 0.83%                                  |
| 110                                   | ▲ (1)                                | Libye                                | 0.708                                 | ▼ -0.84%                                 |
| 111                                   | ▬                                    | Indonésie                            | 0.707                                 | ▲ 0.74%                                  |
| 111                                   | ▼ (1)                                | Samoa                                | 0.707                                 | ▲ 0.30%                                  |
| 113                                   | ▼ (2)                                | Jižní Afrika                         | 0.705                                 | ▲ 0.78%                                  |
| 114                                   | ▬                                    | Bolívie                              | 0.703                                 | ▲ 0.88%                                  |
| 115                                   | ▬                                    | Gabon                                | 0.702                                 | ▲ 0.81%                                  |
| 116                                   | ▬                                    | Egypt                                | 0.700                                 | ▲ 0.62%                                  |
| Střední úroveň lidského rozvoje       |                                      |                                      |                                       |                                          |
| 117                                   | ▼ (1)                                | Marshallovy ostrovy                  | 0.698                                 | NA                                       |
| 118                                   | ▬                                    | Vietnam                              | 0.693                                 | ▲ 0.74%                                  |
| 119                                   | ▬                                    | Palestina                            | 0.690                                 | ▲ 0.35%                                  |
| 120                                   | ▬                                    | Irák                                 | 0.689                                 | ▲ 0.68%                                  |
| 121                                   | ▬                                    | Maroko                               | 0.676                                 | ▲ 1.14%                                  |
| 122                                   | ▬                                    | Kyrgyzstán                           | 0.674                                 | ▲ 0.73%                                  |
| 123                                   | ▬                                    | Guyana                               | 0.670                                 | ▲ 0.61%                                  |
| 124                                   | ▬                                    | Salvador                             | 0.667                                 | ▲ 0.14%                                  |
| 125                                   | ▲ (1)                                | Tádžikistán                          | 0.656                                 | ▲ 0.50%                                  |
| 126                                   | ▲ (2)                                | Kapverdy                             | 0.651                                 | ▲ 0.48%                                  |
| 126                                   | ▲ (1)                                | Guatemala                            | 0.651                                 | ▲ 0.98%                                  |
| 126                                   | ▼ (1)                                | Nikaragua                            | 0.651                                 | ▲ 0.74%                                  |
| 129                                   | ▬                                    | Indie                                | 0.647                                 | ▲ 1.34%                                  |
| 130                                   | ▼ (1)                                | Namibie                              | 0.645                                 | ▲ 1.17%                                  |
| 131                                   | ▬                                    | Východní Timor                       | 0.626                                 | ▲ 0.13%                                  |
| 132                                   | ▲ (1)                                | Honduras                             | 0.623                                 | ▲ 0.51%                                  |
| 132                                   | ▬                                    | Kiribati                             | 0.623                                 | ▲ 0.71%                                  |
| 134                                   | ▬                                    | Bhútán                               | 0.617                                 | ▲ 0.98%                                  |
| 135                                   | ▲ (1)                                | Bangladéš                            | 0.614                                 | ▲ 1.40%                                  |
| 135                                   | ▬                                    | Mikronésie                           | 0.614                                 | ▲ 0.41%                                  |
| 137                                   | ▲ (2)                                | Svatý Tomáš a Princův ostrov         | 0.609                                 | ▲ 1.36%                                  |
| 138                                   | ▼ (2)                                | Konžská republika                    | 0.608                                 | ▲ 1.12%                                  |
| 138                                   | ▲ (1)                                | Svazijsko                            | 0.608                                 | ▲ 2.15%                                  |
| 140                                   | ▬                                    | Laos                                 | 0.604                                 | ▲ 1.28%                                  |
| 141                                   | ▬                                    | Vanuatu                              | 0.597                                 | ▲ 0.26%                                  |
| 142                                   | ▬                                    | Ghana                                | 0.596                                 | ▲ 0.91%                                  |
| 143                                   | ▲ (1)                                | Zambie                               | 0.591                                 | ▲ 1.35%                                  |
| 144                                   | ▼ (1)                                | Rovníková Guinea                     | 0.588                                 | ▲ 0.18%                                  |
| 145                                   | ▲ (1)                                | Myanmar (Barma)                      | 0.584                                 | ▲ 1.39%                                  |
| 146                                   | ▼ (1)                                | Kambodža                             | 0.581                                 | ▲ 1.05%                                  |
| 147                                   | ▲ (1)                                | Keňa                                 | 0.579                                 | ▲ 1.04%                                  |
| 147                                   | ▲ (1)                                | Nepál                                | 0.579                                 | ▲ 1.18%                                  |
| 149                                   | ▼ (2)                                | Angola                               | 0.574                                 | ▲ 1.50%                                  |
| 150                                   | ▬                                    | Kamerun                              | 0.563                                 | ▲ 2.26%                                  |
| 150                                   | ▲ (3)                                | Zimbabwe                             | 0.563                                 | ▲ 2.22%                                  |
| 152                                   | ▼ (1)                                | Pákistán                             | 0.560                                 | ▲ 0.85%                                  |
| 153                                   | ▼ (1)                                | Šalomounovy ostrovy                  | 0.557                                 | ▲ 0.78%                                  |
| Nízká úroveň lidského rozvoje         |                                      |                                      |                                       |                                          |
| 154                                   | ▬                                    | Sýrie                                | 0.549                                 | ▼ -1.98%                                 |
| 155                                   | ▬                                    | Papua Nová Guinea                    | 0.543                                 | ▲ 0.80%                                  |
| 156                                   | ▬                                    | Komory                               | 0.538                                 | ▲ 0.60%                                  |
| 157                                   | ▲ (1)                                | Rwanda                               | 0.536                                 | ▲ 1.19%                                  |
| 158                                   | ▼ (1)                                | Nigérie                              | 0.534                                 | ▲ 1.25%                                  |
| 159                                   | ▲ (1)                                | Tanzanie                             | 0.528                                 | ▲ 1.03%                                  |
| 159                                   | ▲ (1)                                | Uganda                               | 0.528                                 | ▲ 0.97%                                  |
| 161                                   | ▼ (2)                                | Mauritánie                           | 0.527                                 | ▲ 0.91%                                  |
| 162                                   | ▬                                    | Madagaskar                           | 0.521                                 | ▲ 0.42%                                  |
| 163                                   | ▬                                    | Benin                                | 0.520                                 | ▲ 1.19%                                  |
| 164                                   | ▬                                    | Lesotho                              | 0.518                                 | ▲ 1.46%                                  |
| 165                                   | ▬                                    | Pobřeží slonoviny                    | 0.516                                 | ▲ 1.61%                                  |
| 166                                   | ▬                                    | Senegal                              | 0.514                                 | ▲ 1.17%                                  |
| 167                                   | ▬                                    | Togo                                 | 0.513                                 | ▲ 1.16%                                  |
| 168                                   | ▬                                    | Súdán                                | 0.507                                 | ▲ 0.93%                                  |
| 169                                   | ▬                                    | Haiti                                | 0.503                                 | ▲ 0.92%                                  |
| 170                                   | ▬                                    | Afghánistán                          | 0.496                                 | ▲ 0.83%                                  |
| 171                                   | ▬                                    | Džibutsko                            | 0.495                                 | ▲ 1.32%                                  |
| 172                                   | ▬                                    | Malawi                               | 0.485                                 | ▲ 1.32%                                  |
| 173                                   | ▬                                    | Etiopie                              | 0.470                                 | ▲ 1.66%                                  |
| 174                                   | ▲ (3)                                | Gambie                               | 0.466                                 | ▲ 0.79%                                  |
| 174                                   | ▲ (2)                                | Guinea                               | 0.466                                 | ▲ 1.67%                                  |
| 176                                   | ▼ (3)                                | Libérie                              | 0.465                                 | ▲ 0.67%                                  |
| 177                                   | ▼ (2)                                | Jemen                                | 0.463                                 | ▼ -0.94%                                 |
| 178                                   | ▼ (1)                                | Guinea-Bissau                        | 0.461                                 | ▲ 1.01%                                  |
| 179                                   | ▬                                    | Konžská demokratická republika       | 0.459                                 | ▲ 1.24%                                  |
| 180                                   | ▬                                    | Mosambik                             | 0.446                                 | ▲ 1.51%                                  |
| 181                                   | ▬                                    | Sierra Leone                         | 0.438                                 | ▲ 1.45%                                  |
| 182                                   | ▲ (1)                                | Burkina Faso                         | 0.434                                 | ▲ 1.84%                                  |
| 182                                   | ▬                                    | Eritrea                              | 0.434                                 | ▲ 0.02%                                  |
| 184                                   | ▬                                    | Mali                                 | 0.427                                 | ▲ 0.72%                                  |
| 185                                   | ▬                                    | Burundi                              | 0.423                                 | ▲ 0.65%                                  |
| 186                                   | ▬                                    | Jižní Súdán                          | 0.413                                 | ▼ -0.35%                                 |
| 187                                   | ▬                                    | Čad                                  | 0.401                                 | ▲ 0.89%                                  |
| 188                                   | ▬                                    | Středoafrická republika              | 0.381                                 | ▲ 0.89%                                  |
| 189                                   | ▬                                    | Niger                                | 0.377                                 | ▲ 2.09%                                  |

### Vývoj indexu jednotlivých zemí (1980–2013)
| HDI pořadí | Stát                                   | 1980  | 1985  | 1990  | 2000  | 2005  | 2006  | 2007  | 2008  | 2009  | 2010  | 2011  | 2012  | 2013  |
| ---------- | -------------------------------------- | ----- | ----- | ----- | ----- | ----- | ----- | ----- | ----- | ----- | ----- | ----- | ----- | ----- |
| ..         | velmi vysoký (rozvinuté země)          | 0.757 | 0.775 | 0.798 | 0.849 | 0.870 | 0.874 | 0.877 | 0.879 | 0.880 | 0.885 | 0.887 | 0.889 | 0.890 |
| ..         | vysoký (rozvojové země)                | 0.534 | 0.552 | 0.593 | 0.643 | 0.682 | 0.691 | 0.701 | 0.710 | 0.715 | 0.723 | 0.729 | 0.733 | 0.735 |
| ..         | střední (rozvojové země)               | 0.420 | 0.448 | 0.474 | 0.528 | 0.565 | 0.573 | 0.580 | 0.587 | 0.593 | 0.601 | 0.609 | 0.612 | 0.614 |
| ..         | nízký (rozvojové země)                 | 0.345 | 0.365 | 0.367 | 0.403 | 0.444 | 0.456 | 0.465 | 0.471 | 0.478 | 0.479 | 0.486 | 0.490 | 0.493 |
| 1          | Norsko                                 | 0.793 | 0.814 | 0.841 | 0.910 | 0.935 | 0.938 | 0.938 | 0.937 | 0.937 | 0.939 | 0.941 | 0.943 | 0.944 |
| 2          | Austrálie                              | 0.841 | 0.853 | 0.866 | 0.898 | 0.912 | 0.915 | 0.918 | 0.922 | 0.924 | 0.926 | 0.928 | 0.931 | 0.933 |
| 3          | Švýcarsko                              | 0.806 | 0.813 | 0.829 | 0.886 | 0.901 | 0.905 | 0.905 | 0.903 | 0.909 | 0.915 | 0.914 | 0.916 | 0.917 |
| 4          | Nizozemsko                             | 0.783 | 0.796 | 0.826 | 0.874 | 0.888 | 0.895 | 0.901 | 0.901 | 0.900 | 0.904 | 0.914 | 0.915 | 0.915 |
| 5          | USA                                    | 0.825 | 0.839 | 0.858 | 0.883 | 0.897 | 0.900 | 0.903 | 0.905 | 0.905 | 0.908 | 0.911 | 0.912 | 0.914 |
| 6          | Německo                                | 0.739 | 0.752 | 0.782 | 0.854 | 0.887 | 0.896 | 0.899 | 0.902 | 0.901 | 0.904 | 0.908 | 0.911 | 0.911 |
| 7          | Nový Zéland                            | 0.793 | 0.806 | 0.821 | 0.873 | 0.894 | 0.896 | 0.899 | 0.899 | 0.903 | 0.903 | 0.904 | 0.908 | 0.910 |
| 8          | Kanada                                 | 0.809 | 0.822 | 0.848 | 0.867 | 0.892 | 0.894 | 0.895 | 0.896 | 0.894 | 0.896 | 0.900 | 0.901 | 0.902 |
| 9          | Singapur                               | ..    | ..    | 0.744 | 0.800 | 0.840 | 0.852 | 0.862 | 0.868 | 0.868 | 0.894 | 0.896 | 0.899 | 0.901 |
| 10         | Dánsko                                 | 0.781 | 0.797 | 0.806 | 0.859 | 0.891 | 0.893 | 0.895 | 0.896 | 0.895 | 0.898 | 0.899 | 0.900 | 0.900 |
| 11         | Irsko                                  | 0.734 | 0.751 | 0.775 | 0.862 | 0.890 | 0.895 | 0.901 | 0.902 | 0.898 | 0.899 | 0.900 | 0.901 | 0.899 |
| 12         | Švédsko                                | 0.776 | 0.786 | 0.807 | 0.889 | 0.887 | 0.889 | 0.891 | 0.891 | 0.888 | 0.895 | 0.896 | 0.897 | 0.898 |
| 13         | Island                                 | 0.754 | 0.776 | 0.800 | 0.858 | 0.888 | 0.890 | 0.894 | 0.886 | 0.885 | 0.886 | 0.890 | 0.893 | 0.895 |
| 14         | Velká Británie                         | 0.735 | 0.747 | 0.768 | 0.863 | 0.888 | 0.885 | 0.887 | 0.890 | 0.890 | 0.895 | 0.891 | 0.890 | 0.892 |
| 15         | Jižní Korea                            | 0.628 | 0.681 | 0.731 | 0.819 | 0.856 | 0.862 | 0.869 | 0.874 | 0.876 | 0.882 | 0.886 | 0.888 | 0.891 |
| 15         | Hong Kong                              | 0.698 | 0.741 | 0.775 | 0.810 | 0.839 | 0.847 | 0.860 | 0.877 | 0.879 | 0.882 | 0.886 | 0.889 | 0.891 |
| 17         | Japonsko                               | 0.772 | 0.794 | 0.817 | 0.858 | 0.873 | 0.877 | 0.879 | 0.881 | 0.880 | 0.884 | 0.887 | 0.888 | 0.890 |
| 18         | Lichtenštejnsko                        | ..    | ..    | ..    | ..    | ..    | ..    | ..    | ..    | ..    | 0.882 | 0.887 | 0.888 | 0.889 |
| 19         | Izrael                                 | 0.749 | 0.771 | 0.785 | 0.849 | 0.869 | 0.872 | 0.877 | 0.877 | 0.878 | 0.881 | 0.885 | 0.886 | 0.888 |
| 20         | Francie                                | 0.722 | 0.741 | 0.779 | 0.848 | 0.867 | 0.870 | 0.873 | 0.875 | 0.876 | 0.879 | 0.882 | 0.884 | 0.884 |
| 21         | Lucembursko                            | 0.729 | 0.762 | 0.786 | 0.866 | 0.876 | 0.877 | 0.880 | 0.882 | 0.876 | 0.881 | 0.881 | 0.880 | 0.881 |
| 21         | Belgie                                 | 0.753 | 0.773 | 0.805 | 0.873 | 0.865 | 0.868 | 0.871 | 0.873 | 0.873 | 0.877 | 0.880 | 0.880 | 0.881 |
| 21         | Rakousko                               | 0.736 | 0.754 | 0.786 | 0.835 | 0.851 | 0.857 | 0.861 | 0.868 | 0.870 | 0.877 | 0.879 | 0.880 | 0.881 |
| 24         | Finsko                                 | 0.752 | 0.771 | 0.792 | 0.841 | 0.869 | 0.874 | 0.877 | 0.878 | 0.873 | 0.877 | 0.879 | 0.879 | 0.879 |
| 25         | Slovinsko                              | ..    | ..    | 0.769 | 0.821 | 0.855 | 0.861 | 0.865 | 0.871 | 0.875 | 0.873 | 0.874 | 0.874 | 0.874 |
| 26         | Itálie                                 | 0.718 | 0.735 | 0.763 | 0.825 | 0.858 | 0.863 | 0.867 | 0.868 | 0.866 | 0.869 | 0.872 | 0.872 | 0.872 |
| 27         | Španělsko                              | 0.702 | 0.724 | 0.755 | 0.826 | 0.844 | 0.848 | 0.852 | 0.857 | 0.858 | 0.864 | 0.868 | 0.869 | 0.869 |
| 28         | Česko                                  | ..    | ..    | 0.762 | 0.806 | 0.845 | 0.848 | 0.853 | 0.856 | 0.856 | 0.858 | 0.861 | 0.861 | 0.861 |
| 29         | Řecko                                  | 0.713 | 0.739 | 0.749 | 0.798 | 0.853 | 0.859 | 0.857 | 0.858 | 0.858 | 0.856 | 0.854 | 0.854 | 0.853 |
| 30         | Brunej                                 | 0.740 | 0.757 | 0.786 | 0.822 | 0.838 | 0.843 | 0.844 | 0.843 | 0.844 | 0.844 | 0.846 | 0.852 | 0.852 |
| 31         | Katar                                  | 0.729 | 0.753 | 0.756 | 0.811 | 0.840 | 0.846 | 0.852 | 0.855 | 0.850 | 0.847 | 0.843 | 0.850 | 0.851 |
| 32         | Kypr                                   | 0.661 | 0.696 | 0.726 | 0.800 | 0.828 | 0.832 | 0.838 | 0.844 | 0.852 | 0.848 | 0.850 | 0.848 | 0.845 |
| 33         | Estonsko                               | ..    | ..    | 0.730 | 0.776 | 0.821 | 0.827 | 0.832 | 0.832 | 0.827 | 0.830 | 0.836 | 0.839 | 0.840 |
| 34         | Saúdská Arábie                         | 0.583 | 0.623 | 0.662 | 0.744 | 0.773 | 0.779 | 0.784 | 0.791 | 0.802 | 0.815 | 0.825 | 0.833 | 0.836 |
| 35         | Polsko                                 | 0.687 | 0.694 | 0.714 | 0.784 | 0.803 | 0.808 | 0.812 | 0.817 | 0.820 | 0.826 | 0.830 | 0.833 | 0.834 |
| 35         | Litva                                  | ..    | ..    | 0.737 | 0.757 | 0.806 | 0.814 | 0.820 | 0.827 | 0.833 | 0.829 | 0.828 | 0.831 | 0.834 |
| 37         | Slovensko                              | ..    | ..    | 0.747 | 0.776 | 0.803 | 0.810 | 0.817 | 0.824 | 0.826 | 0.826 | 0.827 | 0.829 | 0.830 |
| 37         | Andorra                                | ..    | ..    | ..    | ..    | ..    | ..    | ..    | ..    | ..    | 0.832 | 0.831 | 0.830 | 0.830 |
| 39         | Malta                                  | 0.704 | 0.717 | 0.730 | 0.770 | 0.801 | 0.801 | 0.802 | 0.809 | 0.818 | 0.821 | 0.823 | 0.827 | 0.829 |
| 40         | SAR                                    | 0.640 | 0.686 | 0.725 | 0.797 | 0.823 | 0.826 | 0.829 | 0.832 | 0.826 | 0.824 | 0.824 | 0.825 | 0.827 |
| 41         | Portugalsko                            | 0.643 | 0.674 | 0.708 | 0.780 | 0.790 | 0.794 | 0.800 | 0.805 | 0.809 | 0.816 | 0.819 | 0.822 | 0.822 |
| 41         | Chile                                  | 0.640 | 0.664 | 0.704 | 0.753 | 0.785 | 0.784 | 0.792 | 0.805 | 0.804 | 0.808 | 0.815 | 0.819 | 0.822 |
| 43         | Maďarsko                               | 0.696 | 0.707 | 0.701 | 0.774 | 0.805 | 0.810 | 0.813 | 0.814 | 0.816 | 0.817 | 0.817 | 0.817 | 0.818 |
| 44         | Kuba                                   | 0.681 | 0.714 | 0.729 | 0.742 | 0.786 | 0.806 | 0.822 | 0.830 | 0.832 | 0.824 | 0.819 | 0.813 | 0.815 |
| 44         | Bahrajn                                | 0.677 | 0.718 | 0.729 | 0.784 | 0.811 | 0.808 | 0.809 | 0.810 | 0.811 | 0.812 | 0.812 | 0.813 | 0.815 |
| 46         | Kuvajt                                 | 0.702 | 0.739 | 0.723 | 0.804 | 0.795 | 0.795 | 0.797 | 0.800 | 0.804 | 0.807 | 0.810 | 0.813 | 0.814 |
| 47         | Chorvatsko                             | ..    | ..    | 0.689 | 0.748 | 0.781 | 0.788 | 0.796 | 0.801 | 0.800 | 0.806 | 0.812 | 0.812 | 0.812 |
| 48         | Lotyšsko                               | ..    | ..    | 0.710 | 0.729 | 0.786 | 0.796 | 0.804 | 0.813 | 0.814 | 0.809 | 0.804 | 0.808 | 0.810 |
| 49         | Argentina                              | 0.665 | 0.688 | 0.694 | 0.753 | 0.758 | 0.766 | 0.771 | 0.777 | 0.789 | 0.799 | 0.804 | 0.806 | 0.808 |
| 50         | Uruguay                                | 0.658 | 0.661 | 0.691 | 0.740 | 0.755 | 0.759 | 0.769 | 0.773 | 0.774 | 0.779 | 0.783 | 0.787 | 0.790 |
| 51         | Černá Hora                             | ..    | ..    | ..    | ..    | 0.750 | 0.760 | 0.771 | 0.780 | 0.780 | 0.784 | 0.787 | 0.787 | 0.789 |
| 51         | Bahamy                                 | ..    | ..    | ..    | 0.766 | 0.787 | 0.789 | 0.791 | 0.791 | 0.788 | 0.788 | 0.789 | 0.788 | 0.789 |
| 53         | Bělorusko                              | ..    | ..    | ..    | ..    | 0.725 | 0.738 | 0.751 | 0.764 | 0.775 | 0.779 | 0.784 | 0.785 | 0.786 |
| 54         | Rumunsko                               | 0.685 | 0.701 | 0.703 | 0.706 | 0.750 | 0.759 | 0.769 | 0.781 | 0.781 | 0.779 | 0.782 | 0.782 | 0.785 |
| 55         | Libye                                  | 0.641 | 0.654 | 0.684 | 0.745 | 0.772 | 0.778 | 0.784 | 0.789 | 0.794 | 0.799 | 0.753 | 0.789 | 0.784 |
| 56         | Omán                                   | ..    | ..    | ..    | ..    | 0.733 | 0.693 | 0.701 | 0.714 | 0.728 | 0.780 | 0.781 | 0.781 | 0.783 |
| 57         | Rusko                                  | ..    | ..    | 0.729 | 0.717 | 0.750 | 0.757 | 0.765 | 0.770 | 0.770 | 0.773 | 0.775 | 0.777 | 0.778 |
| 58         | Bulharsko                              | 0.658 | 0.679 | 0.696 | 0.714 | 0.749 | 0.753 | 0.759 | 0.766 | 0.767 | 0.773 | 0.774 | 0.776 | 0.777 |
| 59         | Barbados                               | 0.658 | 0.688 | 0.706 | 0.745 | 0.761 | 0.764 | 0.771 | 0.776 | 0.782 | 0.779 | 0.780 | 0.776 | 0.776 |
| 60         | Palau                                  | ..    | ..    | ..    | 0.741 | 0.771 | 0.773 | 0.773 | 0.772 | 0.773 | 0.768 | 0.770 | 0.773 | 0.775 |
| 61         | Antigua a Barbuda                      | ..    | ..    | ..    | ..    | ..    | ..    | ..    | ..    | ..    | 0.778 | 0.772 | 0.773 | 0.774 |
| 62         | Malajsie                               | 0.577 | 0.619 | 0.641 | 0.717 | 0.747 | 0.752 | 0.757 | 0.760 | 0.761 | 0.766 | 0.768 | 0.770 | 0.773 |
| 63         | Mauricius                              | 0.558 | 0.575 | 0.621 | 0.686 | 0.722 | 0.728 | 0.735 | 0.741 | 0.747 | 0.753 | 0.759 | 0.769 | 0.771 |
| 64         | Trinidad a Tobago                      | 0.658 | 0.663 | 0.658 | 0.697 | 0.745 | 0.751 | 0.759 | 0.764 | 0.766 | 0.764 | 0.764 | 0.765 | 0.766 |
| 65         | Panama                                 | 0.627 | 0.648 | 0.651 | 0.709 | 0.728 | 0.742 | 0.747 | 0.752 | 0.754 | 0.759 | 0.757 | 0.761 | 0.765 |
| 65         | Libanon                                | ..    | ..    | ..    | ..    | 0.741 | 0.738 | 0.745 | 0.750 | 0.756 | 0.759 | 0.764 | 0.764 | 0.765 |
| 67         | Venezuela                              | 0.639 | 0.643 | 0.644 | 0.677 | 0.716 | 0.731 | 0.748 | 0.758 | 0.757 | 0.759 | 0.761 | 0.763 | 0.764 |
| 68         | Kostarika                              | 0.605 | 0.624 | 0.652 | 0.705 | 0.721 | 0.729 | 0.735 | 0.744 | 0.746 | 0.750 | 0.758 | 0.761 | 0.763 |
| 69         | Turecko                                | 0.496 | 0.542 | 0.576 | 0.653 | 0.687 | 0.698 | 0.706 | 0.710 | 0.716 | 0.738 | 0.752 | 0.756 | 0.759 |
| 70         | Kazachstán                             | ..    | ..    | 0.686 | 0.679 | 0.734 | 0.740 | 0.743 | 0.744 | 0.746 | 0.747 | 0.750 | 0.755 | 0.757 |
| 71         | Seychely                               | ..    | ..    | ..    | 0.743 | 0.757 | 0.760 | 0.763 | 0.766 | 0.744 | 0.763 | 0.749 | 0.755 | 0.756 |
| 71         | Mexico                                 | 0.595 | 0.631 | 0.647 | 0.699 | 0.724 | 0.732 | 0.735 | 0.739 | 0.741 | 0.748 | 0.752 | 0.755 | 0.756 |
| 73         | Srí Lanka                              | 0.569 | 0.598 | 0.620 | 0.679 | 0.710 | 0.716 | 0.721 | 0.725 | 0.728 | 0.736 | 0.740 | 0.745 | 0.750 |
| 73         | Svatý Kryštof a Nevis                  | ..    | ..    | ..    | ..    | ..    | ..    | ..    | ..    | 0.752 | 0.747 | 0.745 | 0.749 | 0.750 |
| 75         | Írán                                   | 0.490 | 0.502 | 0.552 | 0.652 | 0.681 | 0.691 | 0.703 | 0.711 | 0.718 | 0.725 | 0.733 | 0.749 | 0.749 |
| 76         | Ázerbájdžán                            | ..    | ..    | ..    | 0.639 | 0.686 | 0.703 | 0.715 | 0.724 | 0.736 | 0.743 | 0.743 | 0.745 | 0.747 |
| 77         | Srbsko                                 | ..    | ..    | 0.726 | 0.713 | 0.732 | 0.735 | 0.739 | 0.743 | 0.742 | 0.743 | 0.744 | 0.743 | 0.745 |
| 77         | Jordánsko                              | 0.587 | 0.616 | 0.622 | 0.705 | 0.733 | 0.736 | 0.741 | 0.746 | 0.746 | 0.744 | 0.744 | 0.744 | 0.745 |
| 79         | Grenada                                | ..    | ..    | ..    | ..    | ..    | ..    | ..    | ..    | ..    | 0.746 | 0.747 | 0.743 | 0.744 |
| 79         | Gruzie                                 | ..    | ..    | ..    | ..    | 0.710 | 0.714 | 0.726 | 0.730 | 0.735 | 0.733 | 0.736 | 0.741 | 0.744 |
| 79         | Brazílie                               | 0.545 | 0.575 | 0.612 | 0.682 | 0.705 | 0.713 | 0.721 | 0.731 | 0.732 | 0.739 | 0.740 | 0.742 | 0.744 |
| 82         | Peru                                   | 0.595 | 0.616 | 0.615 | 0.682 | 0.694 | 0.696 | 0.700 | 0.707 | 0.709 | 0.722 | 0.727 | 0.734 | 0.737 |
| 83         | Ukrajina                               | ..    | ..    | 0.705 | 0.668 | 0.713 | 0.720 | 0.726 | 0.729 | 0.722 | 0.726 | 0.730 | 0.733 | 0.734 |
| 84         | Makedonie                              | ..    | ..    | ..    | ..    | 0.699 | 0.705 | 0.708 | 0.724 | 0.725 | 0.728 | 0.730 | 0.730 | 0.732 |
| 84         | Belize                                 | 0.619 | 0.620 | 0.640 | 0.675 | 0.710 | 0.708 | 0.707 | 0.710 | 0.712 | 0.714 | 0.717 | 0.731 | 0.732 |
| 86         | Bosna a Hercegovina                    | ..    | ..    | ..    | ..    | 0.716 | 0.719 | 0.722 | 0.727 | 0.725 | 0.726 | 0.729 | 0.729 | 0.731 |
| 87         | Arménie                                | ..    | ..    | 0.632 | 0.648 | 0.693 | 0.707 | 0.721 | 0.722 | 0.717 | 0.720 | 0.724 | 0.728 | 0.730 |
| 88         | Fidži                                  | 0.587 | 0.598 | 0.619 | 0.674 | 0.694 | 0.704 | 0.707 | 0.712 | 0.717 | 0.721 | 0.722 | 0.722 | 0.724 |
| 89         | Thajsko                                | 0.503 | 0.542 | 0.572 | 0.649 | 0.685 | 0.685 | 0.698 | 0.704 | 0.708 | 0.715 | 0.716 | 0.720 | 0.722 |
| 90         | Tunisko                                | 0.484 | 0.537 | 0.567 | 0.653 | 0.687 | 0.694 | 0.700 | 0.706 | 0.710 | 0.715 | 0.716 | 0.719 | 0.721 |
| 91         | Svatý Vincenc a Grenadiny              | ..    | ..    | ..    | ..    | ..    | ..    | ..    | ..    | 0.717 | 0.717 | 0.715 | 0.717 | 0.719 |
| 91         | Čína                                   | 0.423 | 0.457 | 0.502 | 0.591 | 0.645 | 0.657 | 0.671 | 0.682 | 0.693 | 0.701 | 0.710 | 0.715 | 0.719 |
| 93         | Dominika                               | ..    | ..    | ..    | 0.691 | 0.708 | 0.708 | 0.712 | 0.712 | 0.717 | 0.717 | 0.718 | 0.716 | 0.717 |
| 93         | Alžírsko                               | 0.509 | 0.551 | 0.576 | 0.634 | 0.675 | 0.680 | 0.686 | 0.695 | 0.703 | 0.709 | 0.715 | 0.715 | 0.717 |
| 95         | Albánie                                | 0.603 | 0.602 | 0.609 | 0.655 | 0.689 | 0.694 | 0.699 | 0.703 | 0.705 | 0.708 | 0.714 | 0.714 | 0.716 |
| 96         | Jamajka                                | 0.614 | 0.616 | 0.638 | 0.671 | 0.700 | 0.702 | 0.707 | 0.710 | 0.709 | 0.712 | 0.714 | 0.715 | 0.715 |
| 97         | Svatá Lucie                            | ..    | ..    | ..    | ..    | ..    | ..    | ..    | ..    | 0.720 | 0.717 | 0.718 | 0.715 | 0.714 |
| 98         | Ekvádor                                | 0.605 | 0.627 | 0.643 | 0.658 | 0.687 | 0.690 | 0.692 | 0.697 | 0.698 | 0.701 | 0.705 | 0.708 | 0.711 |
| 98         | Kolumbie                               | 0.557 | 0.574 | 0.596 | 0.655 | 0.680 | 0.685 | 0.693 | 0.700 | 0.703 | 0.706 | 0.710 | 0.708 | 0.711 |
| 100        | Tonga                                  | 0.602 | 0.617 | 0.631 | 0.672 | 0.695 | 0.696 | 0.697 | 0.696 | 0.698 | 0.701 | 0.702 | 0.704 | 0.705 |
| 100        | Surinam                                | ..    | ..    | ..    | ..    | 0.672 | 0.676 | 0.690 | 0.694 | 0.696 | 0.698 | 0.701 | 0.702 | 0.705 |
| 102        | Dominikánská republika                 | 0.527 | 0.563 | 0.589 | 0.645 | 0.668 | 0.675 | 0.681 | 0.684 | 0.686 | 0.691 | 0.695 | 0.698 | 0.700 |
| 103        | Turkmenistán                           | ..    | ..    | ..    | ..    | ..    | ..    | ..    | ..    | ..    | 0.687 | 0.690 | 0.693 | 0.698 |
| 103        | Mongolsko                              | 0.515 | 0.523 | 0.552 | 0.580 | 0.637 | 0.646 | 0.655 | 0.665 | 0.668 | 0.671 | 0.682 | 0.692 | 0.698 |
| 103        | Maledivy                               | ..    | ..    | ..    | 0.599 | 0.659 | 0.661 | 0.674 | 0.675 | 0.686 | 0.688 | 0.692 | 0.695 | 0.698 |
| 106        | Samoa                                  | ..    | ..    | ..    | 0.654 | 0.681 | 0.681 | 0.684 | 0.683 | 0.689 | 0.688 | 0.690 | 0.693 | 0.694 |
| 107        | Palestina                              | ..    | ..    | ..    | ..    | 0.649 | 0.658 | 0.668 | 0.672 | 0.679 | 0.671 | 0.679 | 0.683 | 0.686 |
| 108        | Indonésie                              | 0.471 | 0.510 | 0.528 | 0.609 | 0.640 | 0.645 | 0.650 | 0.654 | 0.665 | 0.671 | 0.678 | 0.681 | 0.684 |
| 109        | Botswana                               | 0.470 | 0.528 | 0.583 | 0.560 | 0.610 | 0.625 | 0.643 | 0.656 | 0.662 | 0.672 | 0.678 | 0.681 | 0.683 |
| 110        | Egypt                                  | 0.452 | 0.501 | 0.546 | 0.621 | 0.645 | 0.652 | 0.659 | 0.667 | 0.672 | 0.678 | 0.679 | 0.681 | 0.682 |
| 111        | Paraguay                               | 0.550 | 0.567 | 0.581 | 0.625 | 0.648 | 0.648 | 0.653 | 0.661 | 0.661 | 0.669 | 0.672 | 0.670 | 0.676 |
| 112        | Gabon                                  | 0.540 | 0.590 | 0.619 | 0.632 | 0.644 | 0.645 | 0.651 | 0.654 | 0.659 | 0.662 | 0.666 | 0.670 | 0.674 |
| 113        | Bolívie                                | 0.494 | 0.510 | 0.554 | 0.615 | 0.636 | 0.640 | 0.643 | 0.649 | 0.653 | 0.658 | 0.661 | 0.663 | 0.667 |
| 114        | Moldava                                | ..    | ..    | 0.645 | 0.598 | 0.639 | 0.645 | 0.646 | 0.652 | 0.646 | 0.652 | 0.656 | 0.657 | 0.663 |
| 115        | Salvador                               | 0.517 | 0.524 | 0.529 | 0.607 | 0.640 | 0.644 | 0.646 | 0.648 | 0.649 | 0.652 | 0.657 | 0.660 | 0.662 |
| 116        | Uzbekistán                             | ..    | ..    | ..    | ..    | 0.626 | 0.630 | 0.635 | 0.643 | 0.645 | 0.648 | 0.653 | 0.657 | 0.661 |
| 117        | Filipíny                               | 0.566 | 0.578 | 0.591 | 0.619 | 0.638 | 0.638 | 0.644 | 0.648 | 0.647 | 0.651 | 0.652 | 0.656 | 0.660 |
| 118        | Sýrie                                  | 0.528 | 0.564 | 0.570 | 0.605 | 0.653 | ..    | 0.658 | 0.658 | 0.662 | 0.662 | 0.662 | 0.662 | 0.658 |
| 118        | Jihoafrická republika                  | 0.569 | 0.584 | 0.619 | 0.628 | 0.608 | 0.611 | 0.617 | 0.623 | 0.631 | 0.638 | 0.646 | 0.654 | 0.658 |
| 120        | Irák                                   | 0.500 | 0.481 | 0.508 | 0.606 | 0.621 | 0.636 | 0.632 | 0.632 | 0.637 | 0.638 | 0.639 | 0.641 | 0.642 |
| 121        | Vietnam                                | 0.463 | 0.473 | 0.476 | 0.563 | 0.598 | 0.604 | 0.611 | 0.617 | 0.622 | 0.629 | 0.632 | 0.635 | 0.638 |
| 121        | Guyana                                 | 0.516 | 0.505 | 0.505 | 0.570 | 0.584 | 0.589 | 0.616 | 0.621 | 0.623 | 0.626 | 0.632 | 0.635 | 0.638 |
| 123        | Kapverdy                               | ..    | ..    | ..    | 0.573 | 0.589 | 0.602 | 0.607 | 0.613 | 0.617 | 0.622 | 0.631 | 0.635 | 0.636 |
| 124        | Mikronésie                             | ..    | ..    | ..    | ..    | ..    | ..    | ..    | ..    | ..    | 0.627 | 0.627 | 0.629 | 0.630 |
| 125        | Kyrgyzstán                             | ..    | ..    | 0.607 | 0.586 | 0.605 | 0.609 | 0.614 | 0.617 | 0.617 | 0.614 | 0.618 | 0.621 | 0.628 |
| 125        | Guatemala                              | 0.445 | 0.457 | 0.483 | 0.551 | 0.576 | 0.583 | 0.595 | 0.601 | 0.606 | 0.613 | 0.620 | 0.626 | 0.628 |
| 127        | Namibie                                | 0.550 | 0.564 | 0.577 | 0.556 | 0.570 | 0.580 | 0.589 | 0.598 | 0.603 | 0.610 | 0.616 | 0.620 | 0.624 |
| 128        | Východní Timor                         | ..    | ..    | ..    | 0.465 | 0.505 | 0.521 | 0.552 | 0.579 | 0.599 | 0.606 | 0.606 | 0.616 | 0.620 |
| 129        | Maroko                                 | 0.399 | 0.436 | 0.459 | 0.526 | 0.569 | 0.575 | 0.582 | 0.588 | 0.594 | 0.603 | 0.612 | 0.614 | 0.617 |
| 129        | Honduras                               | 0.461 | 0.490 | 0.507 | 0.558 | 0.584 | 0.590 | 0.597 | 0.604 | 0.607 | 0.612 | 0.615 | 0.616 | 0.617 |
| 131        | Vanuatu                                | ..    | ..    | ..    | ..    | ..    | ..    | ..    | 0.608 | 0.616 | 0.617 | 0.618 | 0.617 | 0.616 |
| 132        | Nikaragua                              | 0.483 | 0.491 | 0.491 | 0.554 | 0.585 | 0.590 | 0.595 | 0.599 | 0.600 | 0.604 | 0.608 | 0.611 | 0.614 |
| 133        | Tádžikistán                            | ..    | ..    | 0.610 | 0.529 | 0.572 | 0.578 | 0.583 | 0.591 | 0.592 | 0.596 | 0.600 | 0.603 | 0.607 |
| 133        | Kiribati                               | ..    | ..    | ..    | ..    | ..    | ..    | ..    | ..    | ..    | 0.599 | 0.599 | 0.606 | 0.607 |
| 135        | Indie                                  | 0.369 | 0.404 | 0.431 | 0.483 | 0.527 | 0.537 | 0.547 | 0.554 | 0.560 | 0.570 | 0.581 | 0.583 | 0.586 |
| 136        | Kambodža                               | 0.251 | 0.379 | 0.403 | 0.466 | 0.536 | 0.547 | 0.558 | 0.564 | 0.566 | 0.571 | 0.575 | 0.579 | 0.584 |
| 136        | Bhútán                                 | ..    | ..    | ..    | ..    | ..    | ..    | ..    | ..    | ..    | 0.569 | 0.579 | 0.580 | 0.584 |
| 138        | Ghana                                  | 0.423 | 0.433 | 0.502 | 0.487 | 0.511 | 0.521 | 0.532 | 0.544 | 0.549 | 0.556 | 0.566 | 0.571 | 0.573 |
| 139        | Laos                                   | 0.340 | 0.398 | 0.395 | 0.473 | 0.511 | 0.517 | 0.525 | 0.533 | 0.543 | 0.549 | 0.560 | 0.565 | 0.569 |
| 140        | Kongo                                  | 0.542 | 0.576 | 0.553 | 0.501 | 0.525 | 0.535 | 0.535 | 0.548 | 0.559 | 0.565 | 0.549 | 0.561 | 0.564 |
| 141        | Zambie                                 | 0.422 | 0.420 | 0.407 | 0.423 | 0.471 | 0.480 | 0.486 | 0.505 | 0.526 | 0.530 | 0.543 | 0.554 | 0.561 |
| 142        | Svatý Tomáš a Princův ostrov           | ..    | ..    | ..    | 0.495 | 0.520 | 0.520 | 0.531 | 0.537 | 0.543 | 0.543 | 0.548 | 0.556 | 0.558 |
| 142        | Bangladéš                              | 0.336 | 0.357 | 0.382 | 0.453 | 0.494 | 0.502 | 0.510 | 0.515 | 0.527 | 0.539 | 0.549 | 0.554 | 0.558 |
| 144        | Rovníková Guinea                       | ..    | ..    | ..    | 0.476 | 0.517 | 0.528 | 0.533 | 0.543 | 0.543 | 0.559 | 0.553 | 0.556 | 0.556 |
| 145        | Nepál                                  | 0.286 | 0.330 | 0.388 | 0.449 | 0.477 | 0.487 | 0.492 | 0.501 | 0.513 | 0.527 | 0.533 | 0.537 | 0.540 |
| 146        | Pákistán                               | 0.356 | 0.384 | 0.402 | 0.454 | 0.504 | 0.527 | 0.535 | 0.536 | 0.545 | 0.526 | 0.531 | 0.535 | 0.537 |
| 147        | Keňa                                   | 0.446 | 0.459 | 0.471 | 0.455 | 0.479 | 0.487 | 0.500 | 0.508 | 0.516 | 0.522 | 0.527 | 0.531 | 0.535 |
| 148        | Svazijsko                              | 0.477 | 0.516 | 0.538 | 0.498 | 0.498 | 0.505 | 0.513 | 0.518 | 0.523 | 0.527 | 0.530 | 0.529 | 0.530 |
| 149        | Angola                                 | ..    | ..    | ..    | 0.377 | 0.446 | 0.465 | 0.478 | 0.490 | 0.491 | 0.504 | 0.521 | 0.524 | 0.526 |
| 150        | Barma                                  | 0.328 | 0.355 | 0.347 | 0.421 | 0.472 | 0.483 | 0.493 | 0.500 | 0.507 | 0.514 | 0.517 | 0.520 | 0.524 |
| 151        | Rwanda                                 | 0.291 | 0.312 | 0.238 | 0.329 | 0.391 | 0.414 | 0.423 | 0.432 | 0.443 | 0.453 | 0.463 | 0.502 | 0.506 |
| 152        | Nigérie                                | ..    | ..    | ..    | ..    | 0.466 | 0.471 | 0.480 | 0.483 | 0.488 | 0.492 | 0.496 | 0.500 | 0.504 |
| 152        | Kamerun                                | 0.391 | 0.422 | 0.440 | 0.433 | 0.457 | 0.459 | 0.468 | 0.477 | 0.485 | 0.493 | 0.498 | 0.501 | 0.504 |
| 154        | Jemen                                  | ..    | ..    | 0.390 | 0.427 | 0.462 | 0.465 | 0.468 | 0.471 | 0.478 | 0.484 | 0.497 | 0.499 | 0.500 |
| 155        | Madagaskar                             | ..    | ..    | ..    | 0.453 | 0.470 | 0.476 | 0.480 | 0.487 | 0.496 | 0.494 | 0.495 | 0.496 | 0.498 |
| 156        | Zimbabwe                               | 0.437 | 0.517 | 0.488 | 0.428 | 0.412 | 0.417 | 0.424 | 0.422 | 0.439 | 0.459 | 0.473 | 0.484 | 0.492 |
| 157        | Šalomounovy ostrovy                    | ..    | ..    | ..    | 0.475 | 0.483 | 0.493 | 0.498 | 0.506 | 0.500 | 0.489 | 0.494 | 0.489 | 0.491 |
| 157        | Papua Nová Guinea                      | 0.323 | 0.341 | 0.363 | 0.423 | 0.441 | 0.452 | 0.454 | 0.467 | 0.474 | 0.479 | 0.484 | 0.490 | 0.491 |
| 159        | Tanzanie                               | 0.377 | 0.366 | 0.354 | 0.376 | 0.419 | 0.430 | 0.440 | 0.451 | 0.457 | 0.464 | 0.478 | 0.484 | 0.488 |
| 159        | Komorský svaz                          | ..    | ..    | ..    | ..    | 0.464 | 0.468 | 0.471 | 0.474 | 0.476 | 0.479 | 0.483 | 0.486 | 0.488 |
| 161        | Mauritánie                             | 0.347 | 0.355 | 0.367 | 0.433 | 0.455 | 0.465 | 0.467 | 0.466 | 0.474 | 0.475 | 0.475 | 0.485 | 0.487 |
| 162        | Lesotho                                | 0.443 | 0.475 | 0.493 | 0.443 | 0.437 | 0.441 | 0.448 | 0.456 | 0.464 | 0.472 | 0.476 | 0.481 | 0.486 |
| 163        | Senegal                                | 0.333 | 0.364 | 0.384 | 0.413 | 0.451 | 0.456 | 0.466 | 0.474 | 0.478 | 0.483 | 0.483 | 0.484 | 0.485 |
| 164        | Uganda                                 | 0.293 | 0.309 | 0.310 | 0.392 | 0.429 | 0.437 | 0.446 | 0.458 | 0.466 | 0.472 | 0.477 | 0.480 | 0.484 |
| 165        | Benin                                  | 0.287 | 0.323 | 0.342 | 0.391 | 0.432 | 0.439 | 0.446 | 0.454 | 0.461 | 0.467 | 0.471 | 0.473 | 0.476 |
| 166        | Togo                                   | 0.405 | 0.389 | 0.404 | 0.430 | 0.442 | 0.448 | 0.446 | 0.447 | 0.454 | 0.460 | 0.467 | 0.470 | 0.473 |
| 166        | Súdán                                  | 0.331 | 0.333 | 0.342 | 0.385 | 0.423 | 0.430 | 0.440 | 0.447 | 0.458 | 0.463 | 0.468 | 0.472 | 0.473 |
| 168        | Haiti                                  | 0.352 | 0.392 | 0.413 | 0.433 | 0.447 | 0.450 | 0.455 | 0.458 | 0.463 | 0.462 | 0.466 | 0.469 | 0.471 |
| 169        | Afghánistán                            | 0.230 | 0.271 | 0.296 | 0.341 | 0.396 | 0.406 | 0.416 | 0.430 | 0.437 | 0.453 | 0.458 | 0.466 | 0.468 |
| 170        | Džibutsko                              | ..    | ..    | ..    | ..    | 0.412 | 0.417 | 0.428 | 0.438 | 0.444 | 0.452 | 0.461 | 0.465 | 0.467 |
| 171        | Pobřeží slonoviny                      | 0.377 | 0.378 | 0.380 | 0.393 | 0.407 | 0.414 | 0.422 | 0.427 | 0.433 | 0.439 | 0.443 | 0.448 | 0.452 |
| 172        | Gambie                                 | 0.300 | 0.310 | 0.334 | 0.383 | 0.414 | 0.418 | 0.425 | 0.432 | 0.436 | 0.440 | 0.436 | 0.438 | 0.441 |
| 173        | Ethiopie                               | ..    | ..    | ..    | 0.284 | 0.339 | 0.356 | 0.378 | 0.394 | 0.403 | 0.409 | 0.422 | 0.429 | 0.435 |
| 174        | Malawi                                 | 0.270 | 0.275 | 0.283 | 0.341 | 0.368 | 0.375 | 0.383 | 0.395 | 0.407 | 0.406 | 0.411 | 0.411 | 0.414 |
| 175        | Libérie                                | ..    | ..    | ..    | 0.339 | 0.335 | 0.350 | 0.364 | 0.374 | 0.386 | 0.393 | 0.402 | 0.407 | 0.412 |
| 176        | Mali                                   | 0.208 | 0.213 | 0.232 | 0.309 | 0.359 | 0.367 | 0.377 | 0.385 | 0.393 | 0.398 | 0.405 | 0.406 | 0.407 |
| 177        | Guinea-Bissau                          | ..    | ..    | ..    | ..    | 0.387 | 0.393 | 0.395 | 0.397 | 0.397 | 0.401 | 0.402 | 0.396 | 0.396 |
| 178        | Mosambik                               | 0.246 | 0.205 | 0.216 | 0.285 | 0.343 | 0.348 | 0.359 | 0.366 | 0.375 | 0.380 | 0.384 | 0.389 | 0.393 |
| 179        | Guinea                                 | ..    | ..    | ..    | ..    | 0.366 | 0.374 | 0.377 | 0.377 | 0.376 | 0.380 | 0.387 | 0.391 | 0.392 |
| 180        | Burundi                                | 0.230 | 0.270 | 0.291 | 0.290 | 0.319 | 0.339 | 0.350 | 0.362 | 0.372 | 0.381 | 0.384 | 0.386 | 0.389 |
| 181        | Burkina Faso                           | ..    | ..    | ..    | ..    | 0.321 | 0.328 | 0.338 | 0.349 | 0.357 | 0.367 | 0.376 | 0.385 | 0.388 |
| 182        | Eritrea                                | ..    | ..    | ..    | ..    | ..    | ..    | ..    | ..    | ..    | 0.373 | 0.377 | 0.380 | 0.381 |
| 183        | Sierra Leone                           | 0.276 | 0.279 | 0.263 | 0.297 | 0.329 | 0.335 | 0.340 | 0.346 | 0.350 | 0.353 | 0.360 | 0.368 | 0.374 |
| 184        | Čadská republika                       | ..    | ..    | ..    | 0.301 | 0.324 | 0.325 | 0.331 | 0.338 | 0.343 | 0.349 | 0.365 | 0.370 | 0.372 |
| 185        | Středoafrická republika                | 0.295 | 0.310 | 0.310 | 0.314 | 0.327 | 0.332 | 0.338 | 0.344 | 0.349 | 0.355 | 0.361 | 0.365 | 0.341 |
| 186        | Kongo                                  | 0.336 | 0.348 | 0.319 | 0.274 | 0.292 | 0.297 | 0.301 | 0.307 | 0.313 | 0.319 | 0.323 | 0.333 | 0.338 |
| 187        | Niger                                  | 0.191 | 0.197 | 0.218 | 0.262 | 0.293 | 0.297 | 0.303 | 0.309 | 0.312 | 0.323 | 0.328 | 0.335 | 0.337 |
| ..         | Jižní Súdán                            | ..    | ..    | ..    | ..    | ..    | ..    | ..    | ..    | ..    | ..    | ..    | ..    | ..    |
| ..         | Tuvalu                                 | ..    | ..    | ..    | ..    | ..    | ..    | ..    | ..    | ..    | ..    | ..    | ..    | ..    |
| ..         | Somálsko                               | ..    | ..    | ..    | ..    | ..    | ..    | ..    | ..    | ..    | ..    | ..    | ..    | ..    |
| ..         | San Marino                             | ..    | ..    | ..    | ..    | ..    | ..    | ..    | ..    | ..    | ..    | ..    | ..    | ..    |
| ..         | Nauru                                  | ..    | ..    | ..    | ..    | ..    | ..    | ..    | ..    | ..    | ..    | ..    | ..    | ..    |
| ..         | Monako                                 | ..    | ..    | ..    | ..    | ..    | ..    | ..    | ..    | ..    | ..    | ..    | ..    | ..    |
| ..         | Marshallovy ostrovy                    | ..    | ..    | ..    | ..    | ..    | ..    | ..    | ..    | ..    | ..    | ..    | ..    | ..    |
| ..         | Korejská lidově demokratická republika | ..    | ..    | ..    | ..    | ..    | ..    | ..    | ..    | ..    | ..    | ..    | ..    | ..    |

.. = data nejsou k dispozici

Mapa světa s rozdělením HDI v členských státech OSN v roce 2011[10]
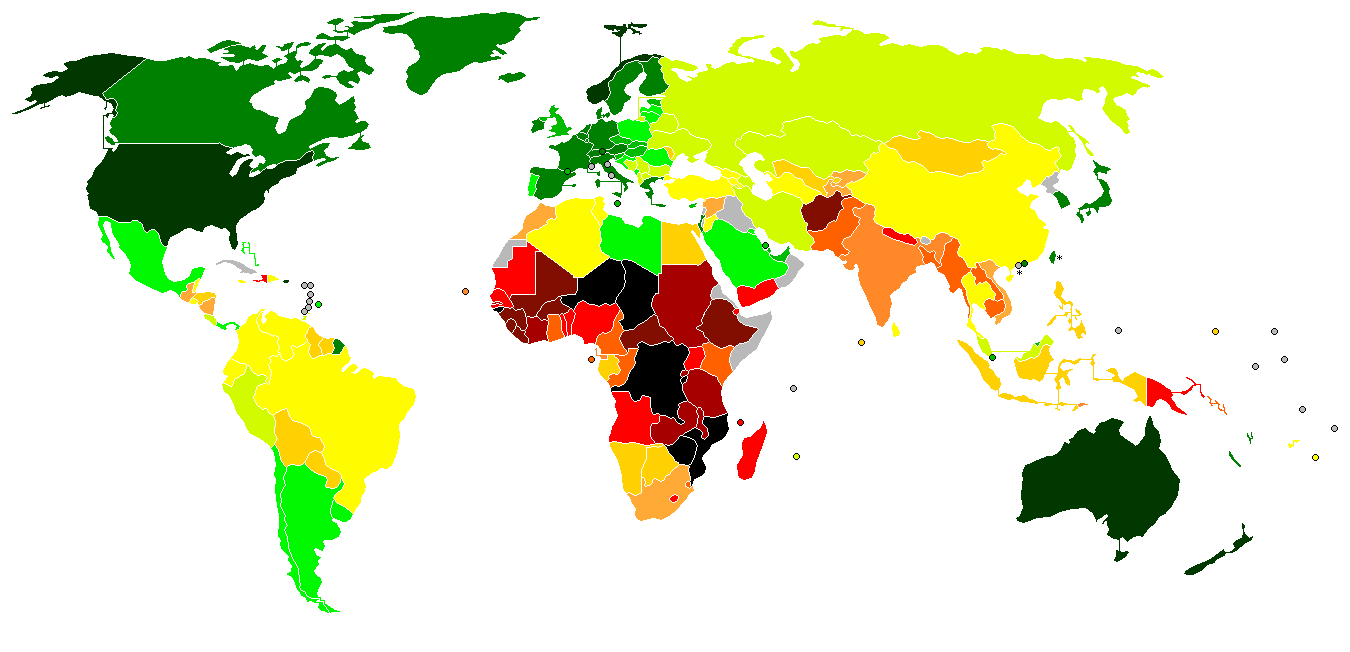
Mapa světa s rozdělením HDI v členských státech OSN v roce 2010
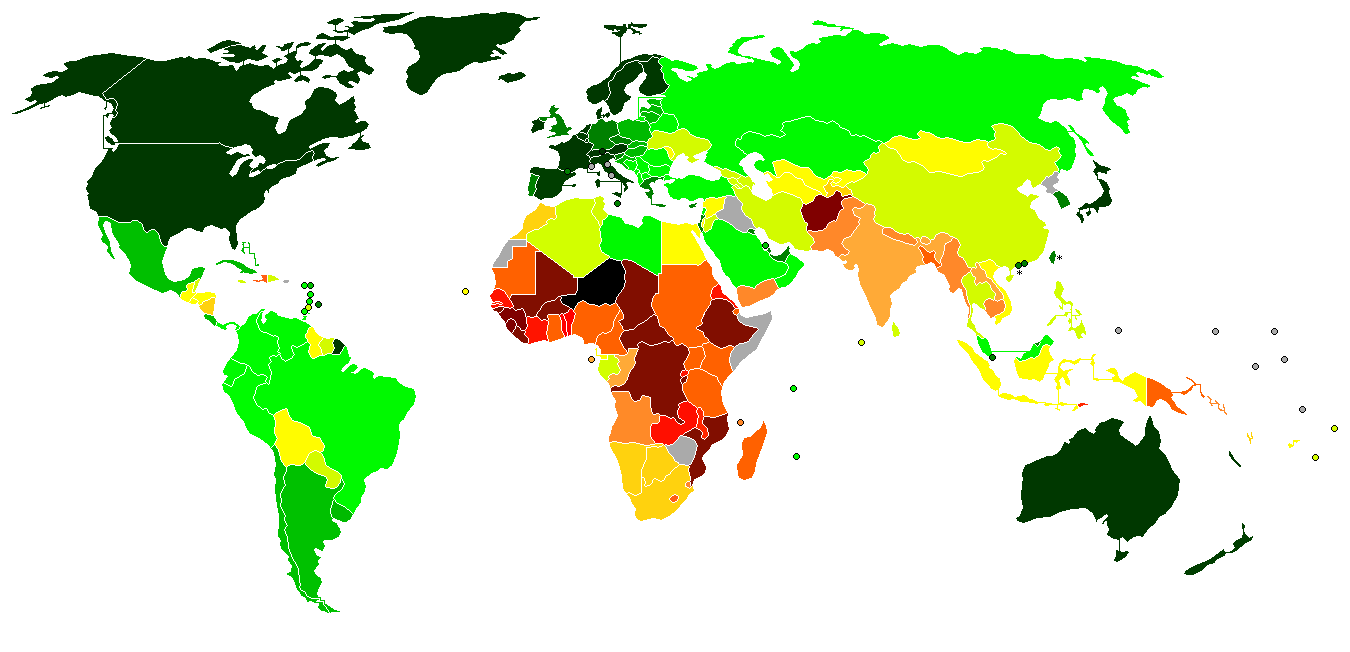
Mapa světa s rozdělením HDI v členských státech OSN v roce 2009.

## Kritika
Jeden ze základních bodů kritiky je to, že HDI poutá pozornost na velmi široké a nejasné pojmy jako je lidský rozvoj. Mnohem jasněji definovaný je například HDP (Hrubý domácí produkt). Například Streeten píše, že takovéto indexy úspěšně upoutávají pozornost veřejnosti a zjednodušují problém mnohem více, než dlouhý výčet mnoha indikátorů spojených s vědeckou debatou.
Dále se kritika ozývá na otázku těchto problémů: nesprávná data, zvolení špatných indikátorů, obecné problémy s vzorcem pro výpočet, konkrétně nepřesný výčet příjmů a výdajů a zbytečnost indexu.
- Index je kritizován z důvodu nepravidelného měření, možnosti nesprávného nahlášení dat a neúplného sběru dat ve státu.
- Chybí indikátory pro výpočet (míra lidské svobody, přístup k zdravotní péči, kvalita vzdělání atd.) nebo jsou nesprávné.
- Ozývá se kritika, že vzoreček pro výpočet HDI je nahodilý a nesprávný. Jeho složky jsou spojovány způsobem, který byl přirovnán k „sčítání jablek a hrušek“. Konkrétním případem je nepřesnost výpočtu příjmu na jednotlivce.
- HDI neposkytuje žádné nové informace než ty, které jsou dostupné v HDP na jednotlivce.[12]